# ウォーク・オブ・ザ・スターズ

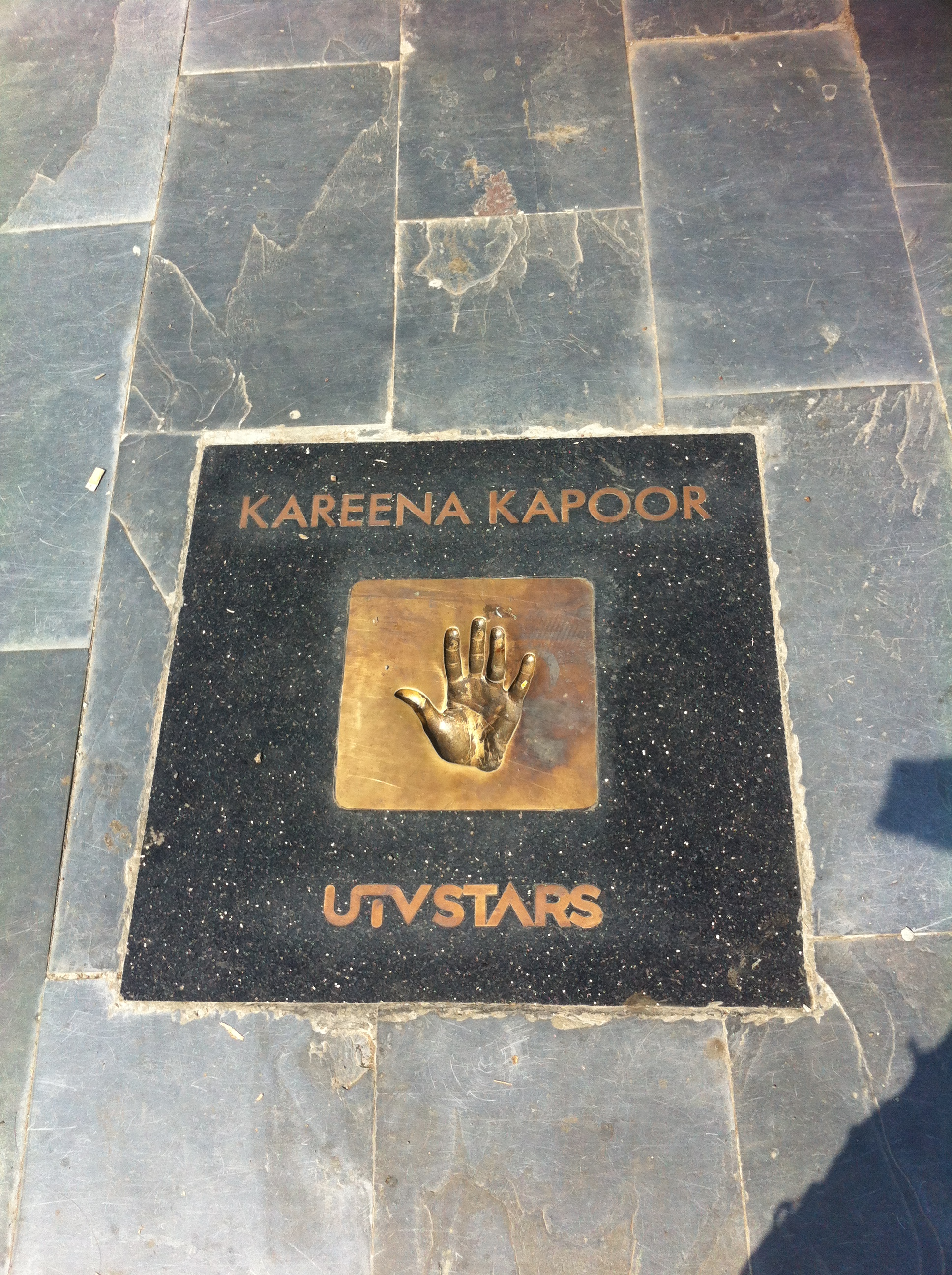
ウォーク・オブ・ザ・スターズに設置されていたカリーナ・カプールの手形プレート

ウォーク・オブ・ザ・スターズ（Walk of the Stars）は、インドのムンバイ・バンドラにあるバンドスタンド・プロムナードの一部で、ボリウッドの俳優を顕彰する場所である。2012年に設置されたが、2014年に撤去されている。

## 概要
この歩道は全長2キロメートルで、著名なボリウッド俳優6人の真鍮像と他の俳優たちの手形や署名が刻まれた真鍮プレートが100枚設置される予定だった。これらはUTVソフトウェア・コミュニケーションズが製作・管理しており、UTVスターズがプロモーションを担当している。2012年3月28日に落成式が執り行われ、カリーナ・カプール、ランディール・カプール、マドゥール・バンダルカルがゲストとして出席した。当初はインド門やマリーン・ドライブが候補地に挙がっていたが、最終的には複数のボリウッド俳優の居住地だったバンドラに設置された。真鍮像や真鍮プレートを作成する俳優は映画批評家やボリウッド業界の関係者の協議によって選定されている。2014年に全ての像・プレートが撤去されたが、理由は明かされていない。

## 殿堂入りした俳優一覧

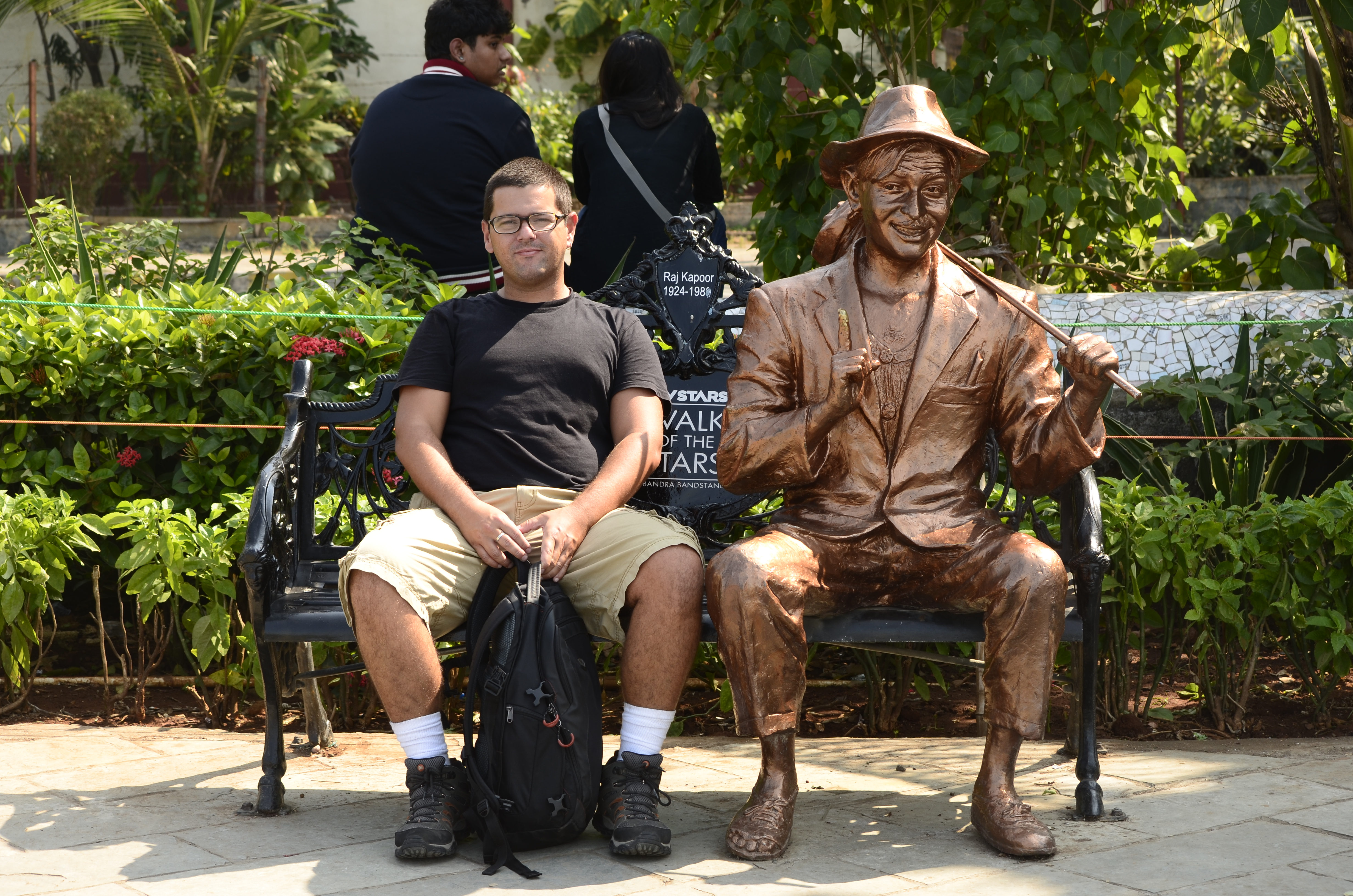
ウォーク・オブ・ザ・スターズに設置されていたラージ・カプール像

| 画像 | 俳優                       | 署名     | 手形     | 像       |
| ---- | -------------------------- | -------- | -------- | -------- |
|      | アヌパム・カー             |          | チェック |          |
|      | アショーク・クマール       | チェック |          |          |
|      | アジャイ・デーヴガン       |          | チェック |          |
|      | アシャ・パレク             |          | チェック |          |
|      | デーヴ・アーナンド         | チェック |          | チェック |
|      | グル・ダット               | チェック |          |          |
|      | カリーナ・カプール         |          | チェック |          |
|      | カリシュマ・カプール       |          | チェック |          |
|      | キショール・クマール       | チェック |          |          |
|      | ミーナー・クマーリー       | チェック |          |          |
|      | ナルギス                   | チェック |          |          |
|      | ニートゥー・シン           |          | チェック |          |
|      | プリトヴィラージ・カプール | チェック |          |          |
|      | ラージェーシュ・カンナー   |          |          | チェック |
|      | ラージ・カプール           | チェック |          | チェック |
|      | ランディール・カプール     |          | チェック |          |
|      | リシ・カプール             |          | チェック |          |
|      | シャバーナー・アーズミー   |          | チェック |          |
|      | シャンミー・カプール       | チェック |          | チェック |
|      | シャルミラ・タゴール       |          | チェック |          |
|      | シャシ・カプール           |          | チェック |          |
|      | ソーナークシー・シンハー   |          | チェック |          |
|      | シュリデヴィ               |          | チェック |          |
|      | スニール・ダット           | チェック |          |          |
|      | ヴィディヤー・バーラン     |          | チェック |          |
|      | ヤシュ・チョープラー       |          |          | チェック |